# Гурду-Лесер GL-482
Гурду-Лесер GL-482 (фр. Gourdou-Lesseurre GL-482) је ловачки авион направљен у Француској. Авион је први пут полетео 1933. године. 

Ово је био висококрилац са крилом типа галеб. После испитивања је одбијен од француског РВ, међутим у Шпанији је кориштен од стране републиканског РВ у грађанском рату.
Највећа брзина у хоризонталном лету је износила 300 km/h. Размах крила је био 9,86 метара а дужина 7,28 метара. Био је наоружан са два 7,5 мм митраљеза МАЦ.

## Наоружање
| Наоружање авиона: Гурду-Лесер  |     |
| Ватрено (стрељачко) наоружање  |     |
| Топ                            |     |
| Митраљез                       |     |
| Број и ознака митраљеза        | 2   |
| Калибар                        | 7,5 |
| Бомбардерско наоружање (бомбе) |     |
| Ракетно наоружање (ракете)     |     |